# Robert La Follette
Robert Marion La Follette sr. (Primrose (Wisconsin), 14 juni 1855 – Washington D.C., 20 juni 1925) was een Amerikaans politicus van de Republikeinse Partij en later de Progressieve Partij en jurist. Hij was gouverneur van Wisconsin van 1901 tot 1906 en senator voor Wisconsin van 1906 tot aan zijn overlijden in 1925. La Follette was tijdens de presidentsverkiezingen van 1924 presidentskandidaat names de Progressieve Partij maar verloor van zittend president Calvin Coolidge.
La Follette studeerde rechten aan de University of Wisconsin en werd in 1885 verkozen in het Huis van Afgevaardigden. Hij zou drie termijnen dienen als een van Wisconsins vertegenwoordigers in het Congres. In 1890, toen de Democraten een grote overwinning behaalde bij Congressionele verkiezingen, verloor La Follette zijn zetel en keerde hij terug naar Wisconsin alwaar hij in 1900 het gouverneurschap naar zich toe trok. La Follette was tijdens zijn periode als gouverneur een voorstander van meer betrokkenheid van burgers bij het politieke proces. Zo pleitte hij voor het systeem waar de kiezers de kandidaten van een partij voor een gegeven functie konden bepalen (de zg. primaries) en was hij voor het houden van referenda bij belangrijke kwesties. Zijn progressieve agenda bracht hem nationale bekendheid en nadat hij zichzelf in 1905 voor een zetel in de Senaat had genomineerd zou zijn invloed op landelijk niveau sterk worden uitgebreid.
Als senator werd La Follette een van de leiders van de progressieve vleugel van de Republikeinse Partij, iets dat hem regelmatig in conflict bracht met de partijtop, met name na Theodore Roosevelts vertrek als president en het begin van het Taft tijdperk.

## Breuk met de Republikeinse Partij
La Follette's meest bekende breuk met de Republikeinse leiding was zijn absolute oppositie tegen Amerikaanse deelname aan de Eerste Wereldoorlog, een positie die hem uitermate impopulair maakte. Hij werd herhaaldelijk afgeschilderd als pro-Duits. Nadat de VS de centrale mogendheden de oorlog had verklaard bleef La Follette strijden tegen president Wilson's beleid in de uitvoering van de oorlog. Zo was hij tegenstander van de militaire dienstplicht en verzette hij zich tegen Wilson's verzoeken aan het Congres om financiering van de oorlog. Zijn positie aangaande de oorlog maakte hem ook niet bijzonder geliefd bij zijn collega-senatoren die, hoewel hij geroemd werd om zijn oratiek, La Follette fel aanvielen en hem weinig tot geen gelegenheid tot weerwoord gaven.
Gaandeweg verloor La Follette velen van zijn medestanders, onder meer vanwege zijn felle oppositie tegen de oorlog. In 1924 brak de senator definitief met de Republikeinse Partij en, na eerder al afstand te hebben genomen van Theodore Roosevelts Progressieve beweging, vormde zijn eigen Progressieve Partij. Hij veroverde de nominatie van zijn partij voor de presidentsverkiezingen van 1924, hierbij gesteund door onder meer de vakbondsbeweging, socialisten, landbouworganisaties en andere progressieve elementen. Hij voerde campagne met als thema's onder andere meer rechten voor arbeiders, een einde aan de Amerikaanse interventies in Latijns-Amerika en het houden van een nationaal referendum voordat het land in oorlog kon geraken.
De verkiezingen verliepen slecht voor La Follette's partij en hij behaalde slechts de overwinning in één enkele staat, namelijk zijn eigen thuisstaat Wisconsin. Hij eindigde in derde positie, met de overwinning die toebehoorde aan president Calvin Coolidge die herkozen werd. La Follette keerde hierop, tot aan zijn overlijden het volgende jaar, terug naar de Senaat. Hij werd opgevolgd door zijn zoon Robert La Follette jr. die zelf 21-jaar senator zou blijven.

## Familie
La Follette kwam uit een familie van hugenoten. Zijn zoon Robert La Follette jr. was senator van 1925 tot 1946 en zijn zoon Philip La Follette was gouverneur van Wisconsin van 1931 tot 1933 en van 1935 tot 1939.
- Bibsys: 90377386
- Bibliothèque nationale de France: cb119617279 (data)
- CiNii: DA06162377
- Gemeinsame Normdatei: 119102773
- International Standard Name Identifier: 0000 0001 2131 4939
- Library of Congress Control Number: n50041743
- Nationale bibliotheek van Australië: 36398168
- Nationale Bibliotheek van Israël: 987007274122005171
- Nationale Bibliotheek van Polen: a0000002647095
- Nederlandse Thesaurus van Auteursnamen: 070634289
- SNAC: w6rs2nnq
- Système universitaire de documentation: 027615189
- Trove: 1253843
- Biographical Directory of the United States Congress: L000004
- Virtual International Authority File: 47564208
- WorldCat: E39PBJxmKPqMhM8HjMQCjp6R8C